# Йоганнис III
Йоганнис III (бл. 1797 — бл. 1873) — негус Ефіопії з Соломонової династії, який правив країною від 1840 до 1850 року з перервами. Був сином Текле Гійоргіса I.

## Біографія
Був формальним правителем за реальної влади раса Алі II.
За часів різних війн, що їх проводив рас Алі за владу з деджазмачем Вубе Хайле Мар'ямом з Сем'єну, Йоганнис втрачав і повертав собі владу кілька разів, міняючись ролями зі своїм кузеном Сале Денгелом.